# Bataille de Lattaquié
Guerre du Kippour
Batailles
- Opération Badr (1973)
- Bataille aérienne d'Ofira
- Première bataille du Mont Hermon
- Bataille de Lattaquié
- Deuxième bataille du Mont Hermon
- Bataille de Damiette (1973)
- Bataille aérienne d'El Mansoura
- Troisième bataille du Mont Hermon

La bataille de Lattaquié s'est déroulée le 7 octobre 1973, durant la guerre du Kippour, et a opposé les forces navales de l'État d'Israël et de la Syrie.

## Contexte
Le jour du jeûne de Yom Kippour (férié en Israël), les Égyptiens et les Syriens en profitèrent pour lancer une attaque par surprise simultanément dans la péninsule du Sinaï et sur le plateau du Golan. Le 7 octobre 1973 la marine israélienne a assuré la supériorité navale en défiant la marine syrienne au large du port de Lattaquié.

## Déroulement de la bataille
Il s'agit de la première bataille navale de l'histoire à avoir vu des combats entre des navires équipés de missiles mer-mer et l'usage de contre-mesures électroniques. Au début des hostilités, la marine israélienne s'attacha à détruire les capacités navales syriennes, qui étaient équipées de missiles modernes soviétiques.

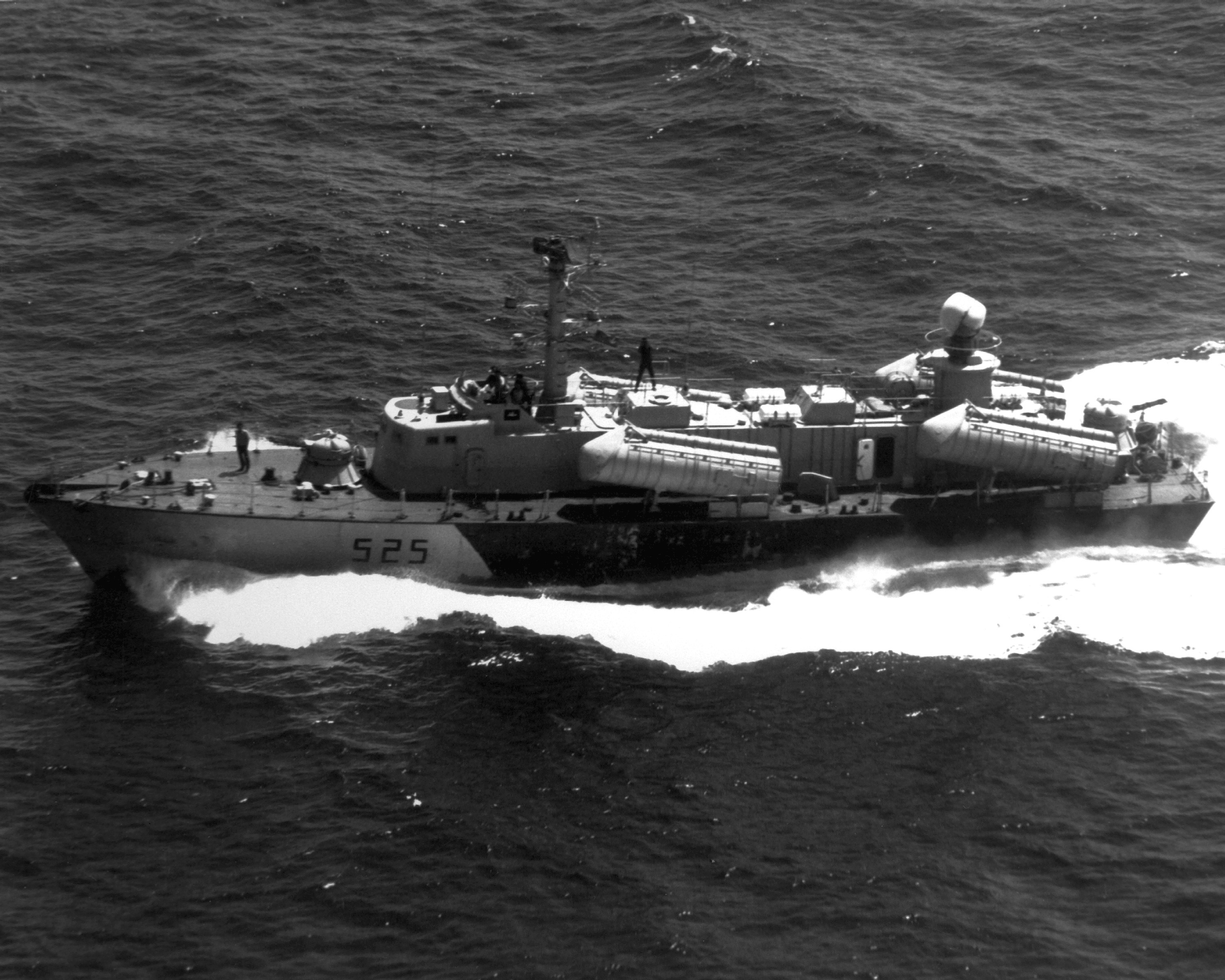
Un Osa II (Projet 205U) de la marine soviétique. Un navire de cette classe emportant 4 P-15 Termit (Code OTAN SS-N-2) a été coulé dans le combat.

La bataille s'est déroulée au large du port syrien de Lattaquié. Dans la nuit du 6 au 7 octobre l'amiral Telem fait déployer cinq vedettes lance-missiles, et à 22 h 30 ces vedettes tombent par hasard sur une vedette lance-torpilles syrienne placée en piquet radar, elle fut coulée au canon, mais cette dernière a pu donner l'alerte. La marine syrienne envoie alors 4 vedettes de types Komar et Osa.

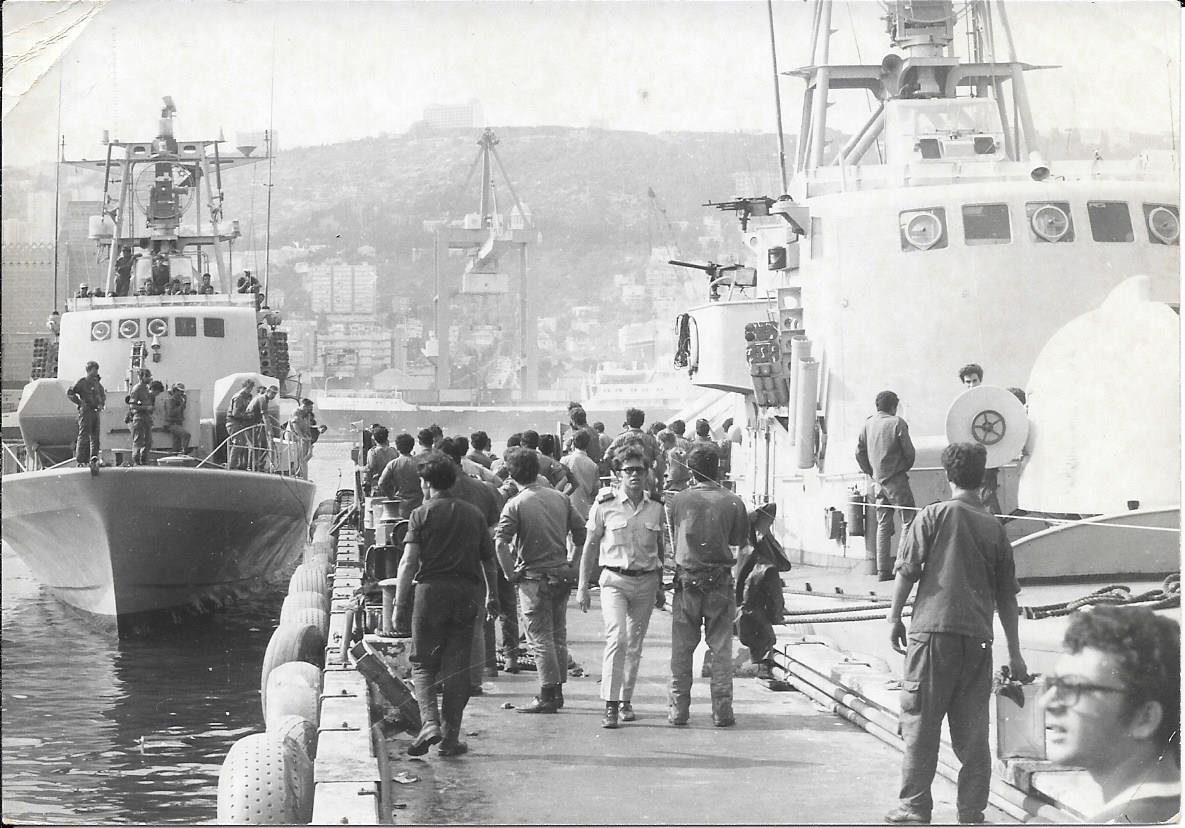
Les vedettes Sa'ar de retour au port après la bataille.

Six vedettes lance-missiles Sa'ar III et classe Sa'ar II accompagnées de deux Sa'ar 1 ont laissé l'ennemi tirer ses missiles au maximum de leur portée, et ont employé des contre-mesures de brouillage radar pour les leurrer. Une fois que les Syriens eurent tiré leurs missiles, les Israéliens tirèrent leurs missiles Gabriel à la portée maximale.
Plusieurs navires de guerre syriens furent coulés, et la marine syrienne resta dans les ports préférant abandonner le combat et ne combattit plus jusqu'à la fin du conflit. Le premier bateau touché était un dragueur de mines de classe T-43 d'environ 500 tonnes. 
Au cours de cet affrontement naval, d'autres bateaux-missiles syriens ont lancé des missiles à l'intérieur des limites du port de Lattaquié (effectivement lancés alors que les patrouilleurs étaient amarrés entre des navires marchands dans le port). Cependant, ces missiles ont mal fonctionné ou perdu leur guidage et deux navires marchands étrangers (un grec et un japonais) ancrés le long des quais ont été touchés au niveau de leurs salles des machines.
Un total de huit missiles syriens et dix israéliens ont été tirés.
Deux jours plus tard, le 9 octobre, la marine israélienne défit la marine égyptienne lors de la bataille de Damiette avec la même rapidité et une maîtrise similaire.

## Sources et bibliographie
- Magazine Guerres et conflit d'aujourd'hui, no 2, Israël-Syrie-Égypte, 1984
- Pierre Razoux, La marine écartelée entre projection et dissuasion, magazine Raid, hors-série no 24, juillet 2007
- Pierre Razoux, La marine israélienne d'hier à aujourd'hui, magazine Marines et Forces navales, no 105, octobre-novembre 2006
- Frédéric Stahl, La marine israélienne 1948-2006, magazine Navires et Histoire no 38, octobre-novembre 2006
- Michel Vergé-Franceschi (dir.), Dictionnaire d'Histoire maritime, Paris, éditions Robert Laffont, coll. « Bouquins », 2002, 1508 p. (ISBN 2-221-08751-8 et 2-221-09744-0)